# Королевский орден Испании
Королевский орден Испании — государственная награда Испании в период правления короля Иосифа (Жозефа Бонапарта).

## Описание
Орден учреждён 20 октября 1808 года, вскоре после того, как король Иосиф вступил на испанский престол, как ставленник своего брата, Наполеона. Опыт учреждения орденов у Жозефа имелся — в бытность королём Неаполя (престол которого он, по приказу брата, уступил маршалу Мюрату) он уже учредил Королевский орден Обеих Сицилий, который в свою очередь ориентировался на французский Орден Почётного легиона.
Королевский орден Испании был призван заменить все существовавшие до этого старинные ордена, кроме ордена Золотого руна, который при Жозефе продолжал вручаться (Король Фердинад впоследствии отменил эти награждения).
Орден был разделён на три класса:
1. Великие офицеры (не более 50 единовременно),
2. командоры (не более 200)
3. рыцари (не более 2000).

К двум нижним степеням полагались денежные пенсии.
Знак ордена имел форму красной пятиконечной звезды, с лучами, покрытыми рубиновой эмалью. Лента ордена — красного цвета. В центре звезды круглый золотой медальон. На аверсе — лев, символизирующий провинцию Леон и надпись на латыни «Virtute et fide», на реверсе — башня, символ провинции Кастилия, и надпись «JOSEPH NAP. REX HISP. ET IND». Цепь ордена, полагавшаяся для кавалеров первого класса, была оформлена очень пышно.
Среди кавалеров ордена (третьего класса) был придворный художник Франсиско Гойя.
После бегства короля Жозефа из Испании в результате поражения французской армии при Витории, и возвращения короля Фердинанда, орден был отменён, награждения аннулированы, а прежние испанские ордена — восстановлены. Тем не менее, Жозеф Бонапарт, по некоторым данным, продолжал раздавать орден вплоть до своей смерти.

## Галерея

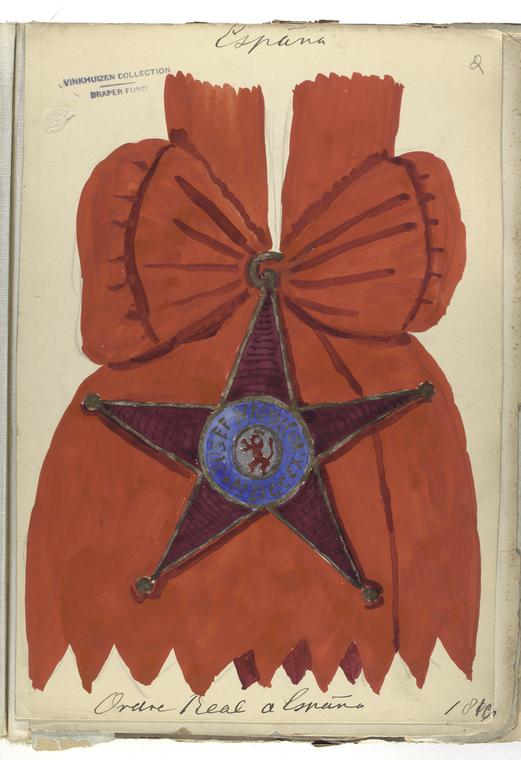
Знак и лента первой степени ордена.
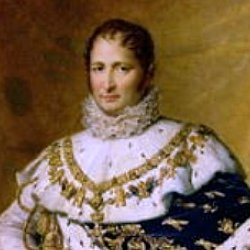
Король Жозеф с цепями ордена Золотого Руна (верхняя) и Королевского ордена Испании.
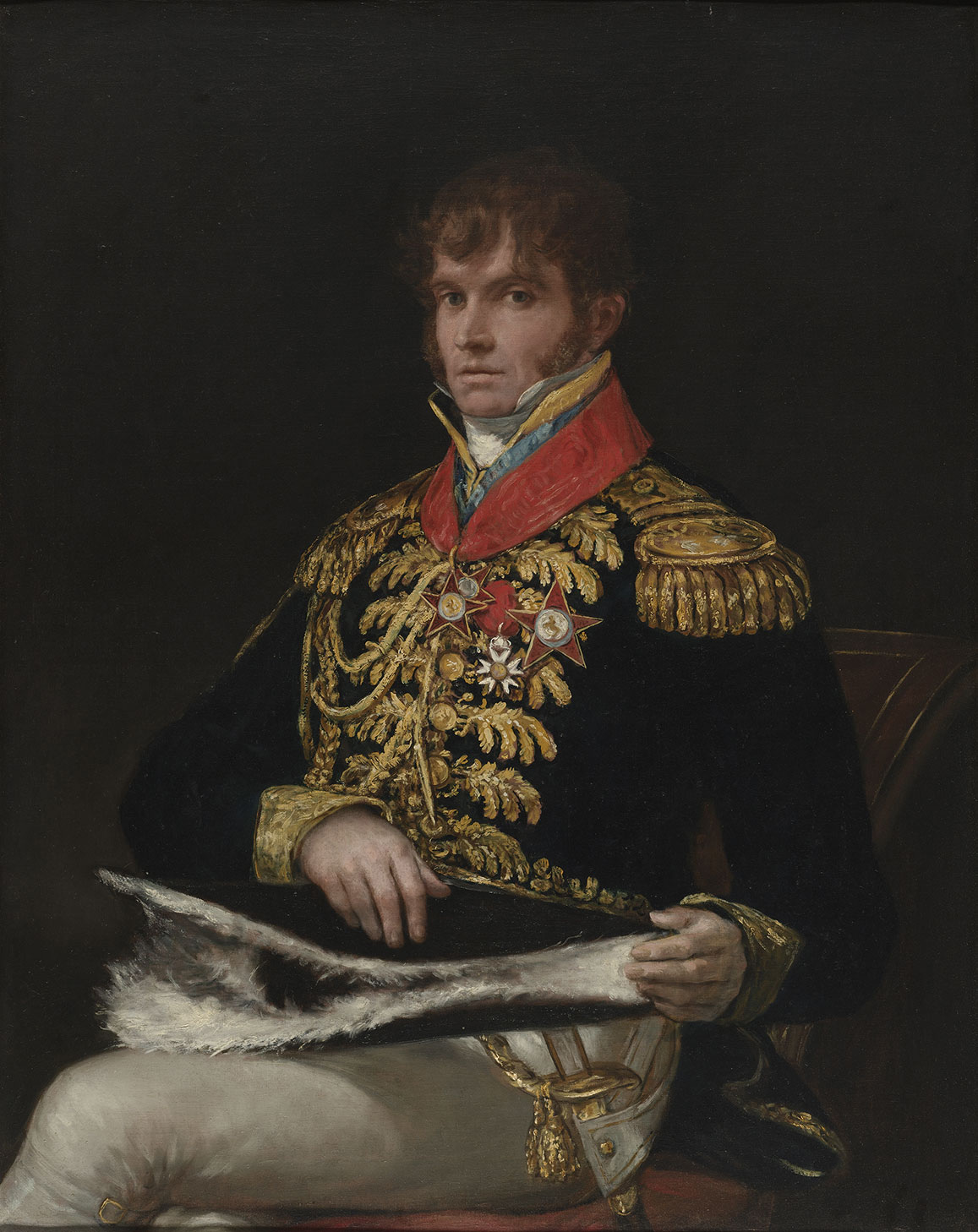
Портрет приближённого Жозефа, генерала Гюйе, работы Франсиско Гойи, со знаками ордена разных степеней.
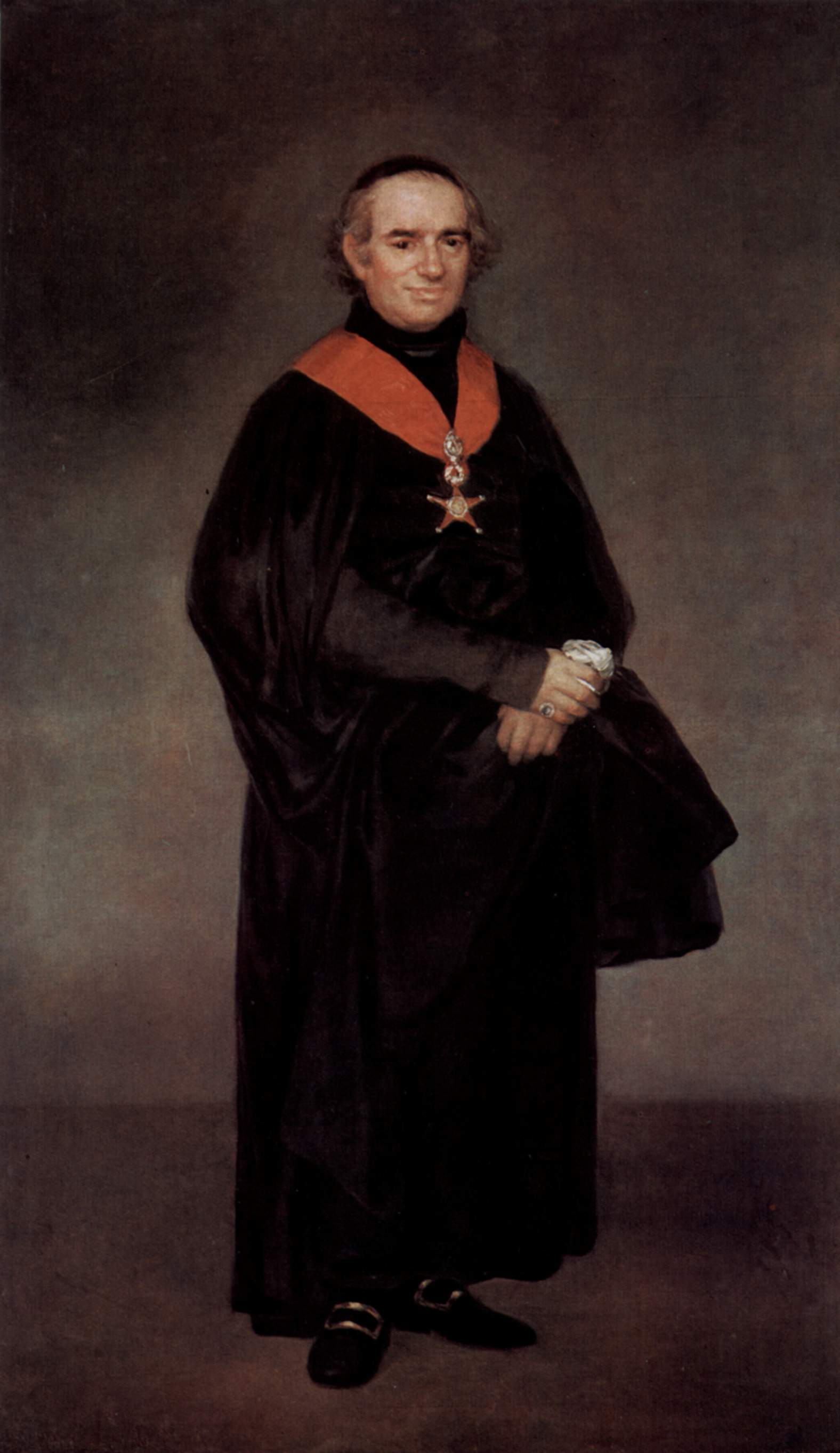
Прогрессивный священник Хуан Льоренте со знаком ордена. Портрет работы Франсиско Гойи.